# Serbia en los Juegos Europeos de Minsk 2019
Serbia participó en los Juegos Europeos de Minsk 2019. Responsable del equipo nacional fue el Comité Olímpico de Serbia.
El portador de la bandera en la ceremonia de apertura fue el jugador de baloncesto Marko Ždero.

## Medallistas
El equipo de Serbia obtuvo las siguientes medallas:
| Nombre                      | Deporte            | Competición               |
| --------------------------- | ------------------ | ------------------------- |
| Oro                         |                    |                           |
| Zorana Arunović             | Tiro               | Pistola 10 m F            |
| Plata                       |                    |                           |
| Stevan Mićić                | Lucha libre        | 57 kg M                   |
| Damir Mikec Zorana Arunović | Tiro               | Pistola 10 m equipo mixto |
| Bronce                      |                    |                           |
| Mate Nemeš                  | Lucha grecorromana | 67 kg M                   |
| Dmitri Guerasimenko         | Sambo              | –90 kg M                  |
| Vladimir Gajić              | Sambo              | +100 kg M                 |